# Priscila González
Priscila González (Monterrey, Nuevo León, 20 de octubre de 1982) es una artista y compositora mexicana conocida por su trabajo dentro de la banda Quiero Club. Estudió Artes en la Facultad de Artes Visuales de la Universidad Autónoma de Nuevo León.  
Desde 2004 forma parte de la agrupación Quiero Club  junto con Luis Fara y Boscop Benavente. Otro de sus proyectos musicales es Presidente, junto a Enrique Rangel de Café Tacvba y también hace sesiones como DJ en diversas salas del país.  Además, lleva 7 años dando clases de iniciación musical a niños en la Encore Music Lab en la Ciudad de México.
Sobre Presidente, cuenta que ella y Quique Rangel se conocieron en el festival Vive Latino y después de encontrarse en varios otros conciertos, se hicieron buenos amigos. Juntos grabaron una canción inédita para un compilado de Record Store Day y a partir de eso grabaron varios temas más y decidieron sacar un EP.